# Frederik Matthison-Hansen
Frederik Matthison-Hansen   (14 d'abril de 1868 - 1933) fou un organista i compositor danès. Va ser un de tota la dinastia musical, ja que el seu pare, Waage Matthison-Hansen, el seu avi, Hans Matthison-Hansen i el seu oncle Gottfred Matthison-Hansen també van ser organistes i compositors.
Des de petit li va ensenyar música pel seu pare, i després pel seu oncle i va estudiar cant amb Vilhelm Rosenberg i Leopold Rosenfeld. El 1888, Matthison-Hansen era organista a l'Església del nostre Salvador de Copenhaguen i, alhora, va exercir de professora de cant a l'antiga School of Girl de Vesterbro. Després d'uns quants anys com a professor a l'Escola Estatal de Randers, va tornar a Copenhaguen el 1897 com a organista i cantor a l'Església de St. Thomas i més tard als mateixos registres a l'Església de St. Jakob, a més de professor de cant a la "Metropolitan School" i al "Gimnàs Hellerup".

## Obres
El patrimoni musical de Frederik Matthison-Hansen consisteix principalment en música d'església, però també va escriure obres corals i orquestrals mundanes:
- 9 preludis d'orgue
- Peces de rebaix i aixecament (orel)
- diverses variacions sobre les melodies de l'himne
- diverses altres peces d'orgue (Passacaglia, Impromptu, Pastoral, Fantasia i Preludi i fuga
- La sirena (cor i orquestra)
- Cançons de nit (cor i orquestra)
- Al Monestir (cor i orquestra)